# 聖馬利亞協同教堂
聖馬利亞協同教堂是英格蘭城市沃威克的一座英格蘭教會堂區教堂，也是大教堂群的成員之一。聖馬利亞協同教堂始建於1123年。

## 外部連結
- Church website （页面存档备份，存于）
- Warwick.co.uk

52°16′56″N 1°35′17″W / 52.28222°N 1.58806°W